# Syndrome de Trousseau
Pour les articles homonymes, voir Trousseau (homonymie).
 Mise en garde médicale
 Le syndrome de Trousseau est un syndrome paranéoplasique comportant des épisodes d'inflammation des vaisseaux dus à un caillot sanguin (thrombophlébite) récurrents ou apparaissant à différents endroits dans le temps (thrombophlébite migrante). L'emplacement du caillot est localement douloureux et le caillot peut être ressenti comme un nodule sous la peau. Cette variante rare de maladie thromboembolique veineuse se caractérise par une thrombose migrante récurrente dans les veines superficielles et dans des sites rares, tels que la paroi thoracique et les bras. Ce syndrome est particulièrement associé au cancer du pancréas, de l'estomac et du poumon et le syndrome de Trousseau peut être un signe précoce de cancer, apparaissant parfois des mois ou des années avant que la tumeur ne soit détectée. Un traitement à l'héparine est recommandé pour prévenir les récidives de caillots. Le syndrome de Trousseau ne doit pas être confondu avec le signe de Trousseau causée par de faibles niveaux de calcium dans le sang.

## Histoire

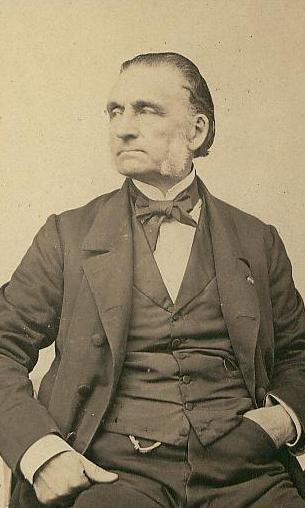
Armand Trousseau (1801-1867).

C'est le clinicien Armand Trousseau (1801-1867), professeur à la faculté de médecine de Paris, qui décrit cette entité clinique pour la première fois dans les années 1860. Il en fait sur lui-même l'expérience par la suite, ce qui conduit au diagnostic d'un cancer gastrique dont il décède peu de temps après.Trousseau attribuait de manière prémonitoire la thromboembolie maligne aux changements de composition sanguine plutôt qu'aux forces inflammatoires ou mécaniques locales. Corrélant l'observation clinique avec les résultats de la chirurgie et de l'autopsie, Trousseau établit le fait qu'un cancer localisé peut induire un état hypercoagulable généralisé dans lequel une thrombose peut survenir n'importe où dans le corps, et notamment aux extrémités, lors des tumeurs malignes viscérales. Trousseau a décrit plusieurs cas dans lesquels la thrombose récurrente était la caractéristique principale du cancer viscéral, et sa confiance dans l'utilité clinique de ce signe était telle qu'il déclarait : « La valeur séméiologique de la phlegmasie dans la cachexie cancéreuse est si grande que je considère cette phlegmasie comme un signe de la diathèse cancéreuse aussi certain qu'un épanchement sanguinolent dans les cavités séreuses. »

## Physiopathologie
Certaines tumeurs malignes, en particulier les gliomes (25 %), ainsi que les adénocarcinomes du pancréas et du poumon, sont associées à une hypercoagulabilité (tendance à former des caillots sanguins) pour des raisons qui ne sont pas complètement comprises, mais peuvent être liées à des facteurs sécrétés par les tumeurs, en particulier un pool circulant de microvésicules contenant des facteurs tissulaires dérivés de cellules. Certains adénocarcinomes sécrètent de la mucine qui peut interagir avec la sélectine présente sur les plaquettes, provoquant ainsi la formation de petits caillots,.
Chez les patients présentant des états hypercoagulables associés à une tumeur maligne, le sang peut former spontanément des caillots dans les vaisseaux portaux, les veines profondes des extrémités (telles que la jambe) ou les veines superficielles. Ces caillots se présentent comme des vaisseaux sanguins visiblement enflés (thrombophlébite), en particulier les veines, ou comme une douleur intermittente dans les zones touchées.